# کلادنیکی
کلادنیکی (به چکی: Kladníky) یک منطقهٔ مسکونی در جمهوری چک است که در ناحیه پرروف واقع شده‌است. کلادنیکی ۳٫۴۶ کیلومتر مربع مساحت و ۱۶۳ نفر جمعیت دارد و ۳۱۸ متر بالاتر از سطح دریا واقع شده‌است.